# Solros

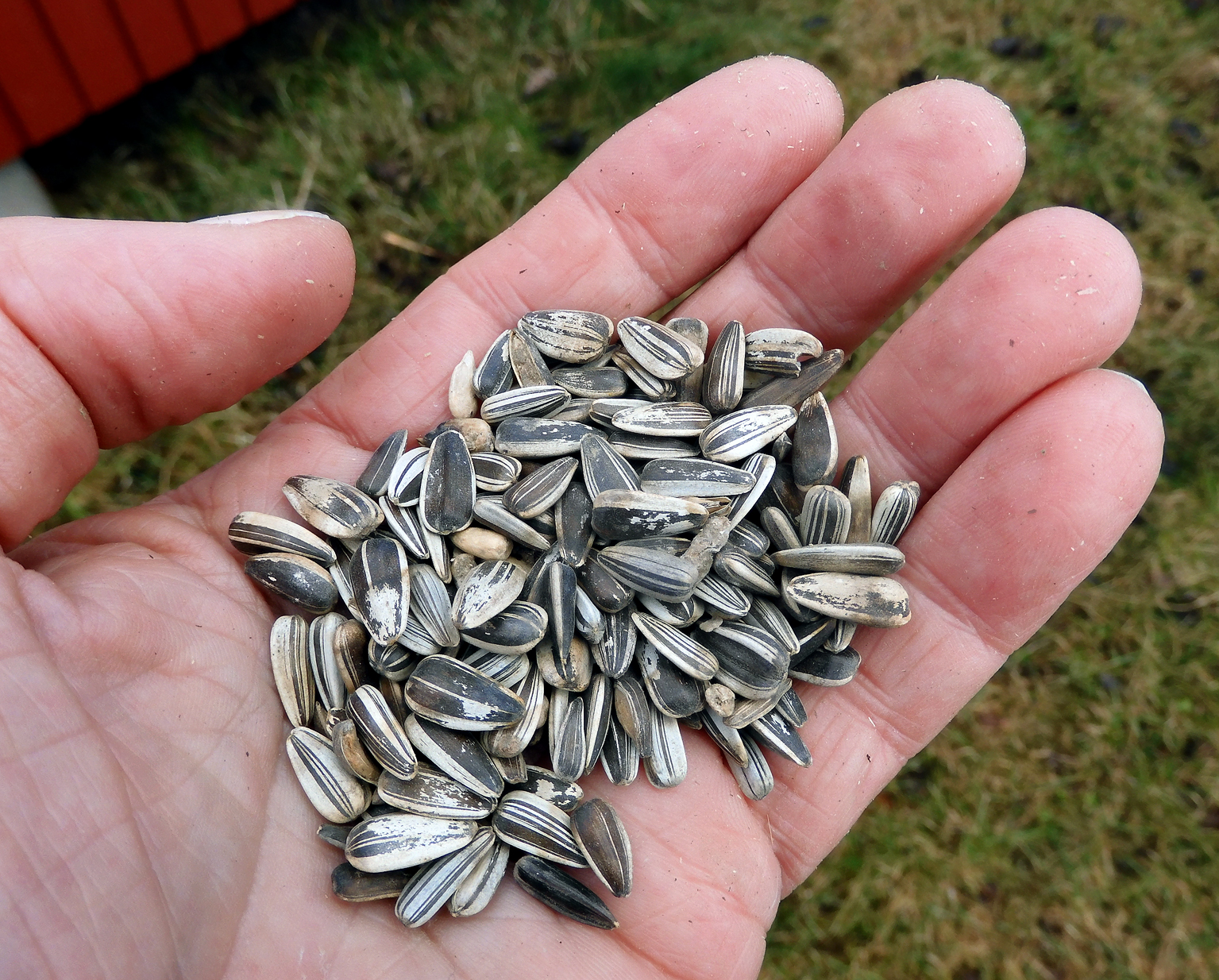
Solrosfrön.

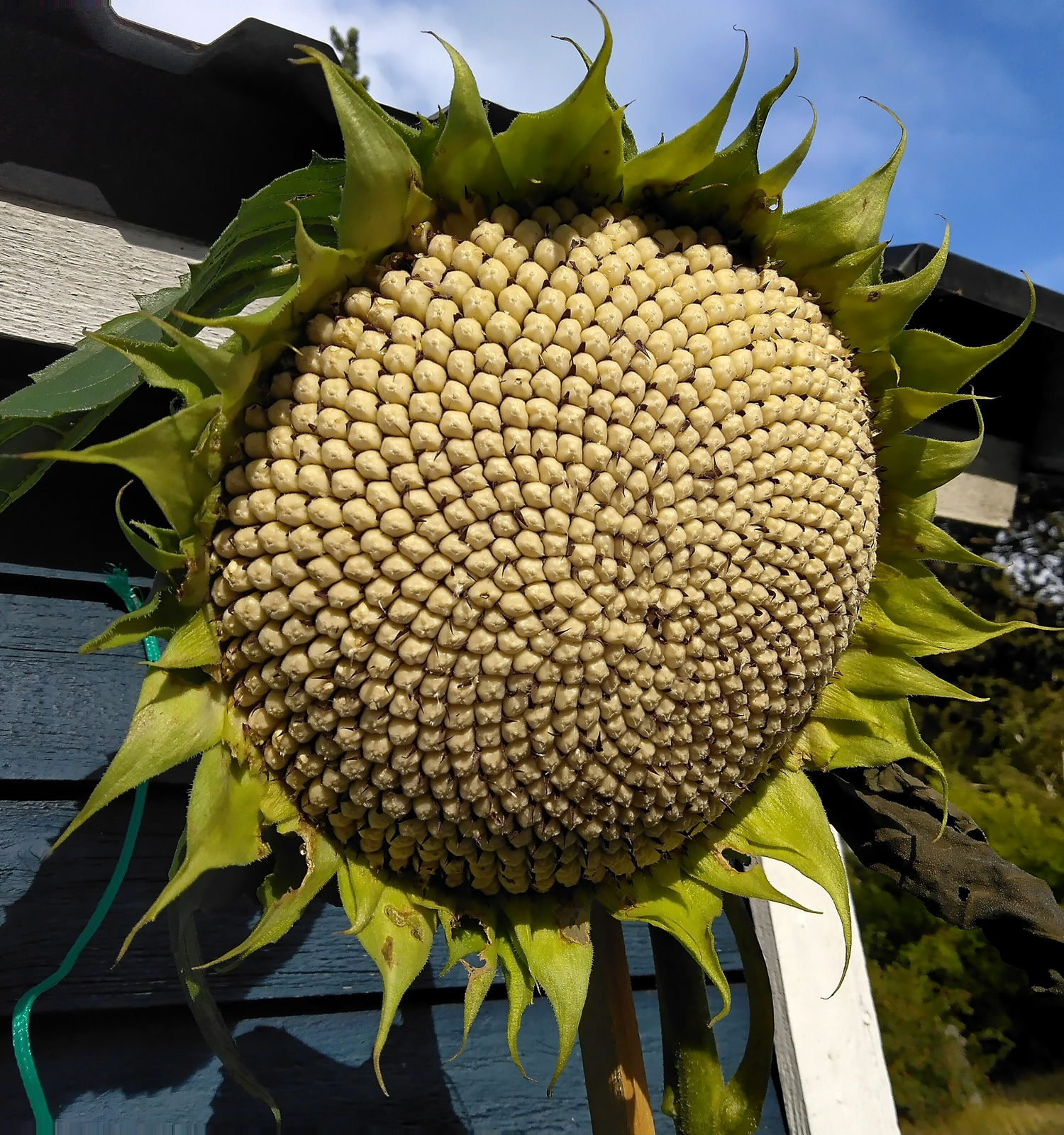
Efter blomning syns solrosens frön.

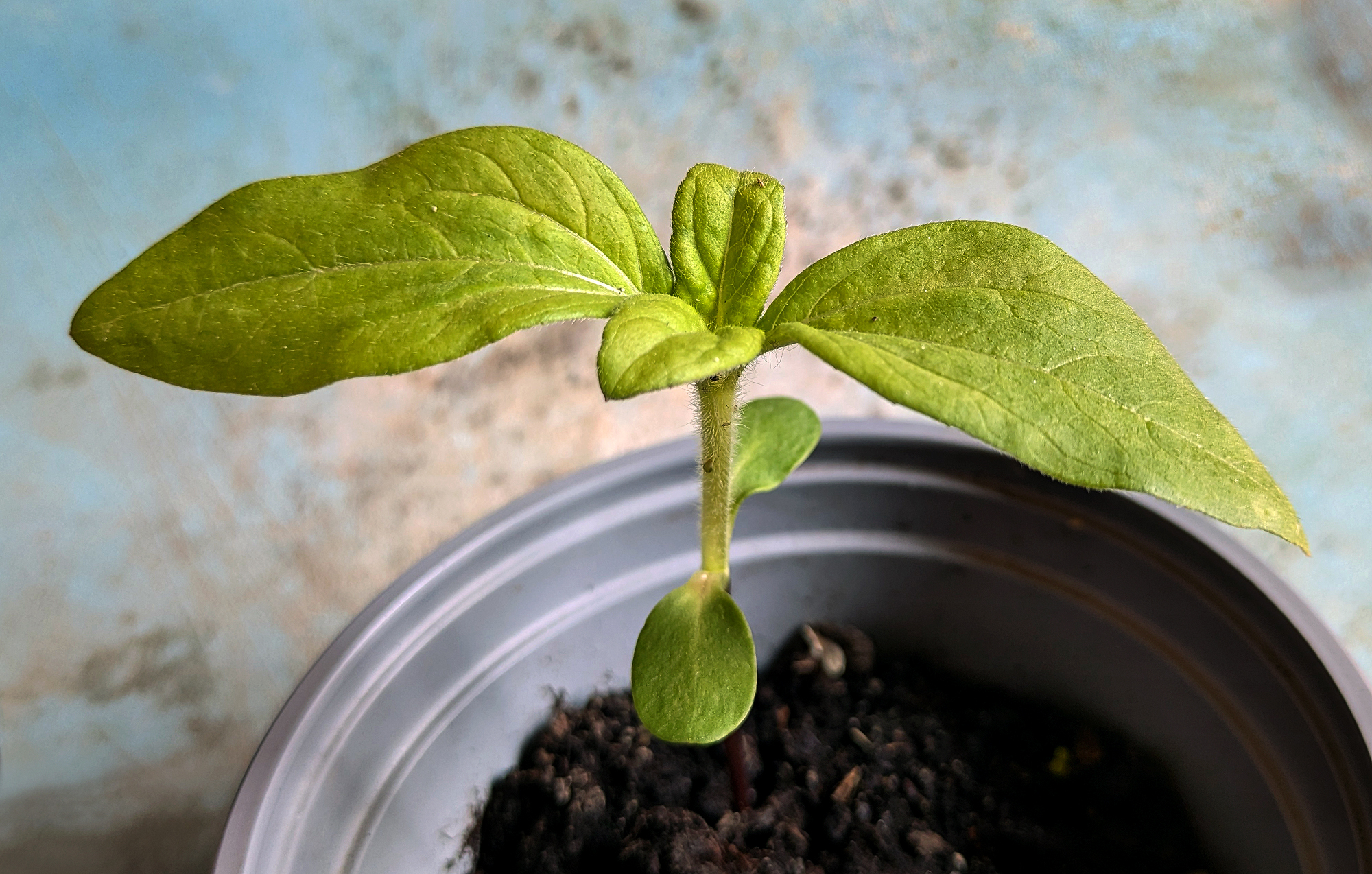
Ett 8 cm högt skott av solros.

Solros (Helianthus annuus) är en art i släktet Helianthus inom familjen korgblommiga växter. Den har upp till 3 meter höga stänglar med gula blommor.
Växten har sitt ursprung i södra och sydöstra USA och odlas över stora delar av världen som prydnadsväxt eller för kommersiell framställning av solrosolja och solrosfrön. Internationellt är Ukraina och Ryssland de största producentländerna.

## Etymologi och ursprung
Det vetenskapliga namnet kommer av grekiska helios, solen, ánthos, blomma och annuus, ettårig. Detta namn gavs den av Carl von Linné. Inom solrossläktet finns både ett- och fleråriga arter, och jordärtskockan är en av de fleråriga släktingarna.
Solrosen har sitt ursprung i södra och sydöstra USA. De nuvarande delstaterna Kentucky, Missouri och Tennessee, med sina varma och fuktiga somrar, ses ofta som ett centralt område för uppkomsten av arten.

## Biologi
Växten kan bli upp till 3 meter hög, i vissa fall ända upp till 5 meter, och blomman är gul till färgen. De strålblomstriga blomkorgarna är mycket stora, gula och bruna. Det vi ser som en blomma är i praktiken en samling av två sorters blommor. I mitten finns bruna diskblommor och runt kanterna gula strålblommor.
Växtens "frön" är botaniskt sett inga egentliga frön utan hårda frukter av nötkaraktär; de har bildats genom att frö- och fruktväggen vuxit samman. I likhet med jordgubbens frön på utsidan av den uppsvällda "jordgubben", sitter solrosens frön på en blombotten. Achene är det engelska namnet på en sådan frukt, men den svenska benämningen brukar ofta vara endast frö.

### Blomman och solen
Under blomningen vänder de sig mot solen under dagen, så kallad heliotropism. Efter blomning intar de dock ett fast läge och följer inte längre solen. Blomkorgarna har spiraler i varsin riktning, och antalet spiraler i ena riktningen är större.
Antalet spiraler i respektive riktning är vanligen antingen 21 och 34, 34 och 55, 55 och 89, eller 89 och 144. De hör alla till Fibonaccis talserie: 1, 2, 3, 5, 8, 13, 21, 34, 55, 89, 144 och så vidare.
För att optimera utfyllnaden är det nödvändigt för växten att välja det mest passande förhållandet. Förhållandet är exakt gyllene snittet, cirka 1,6180. Motsvarande vinkel, den gyllene vinkeln, är 137,5 grader. Med denna vinkel får man optimal utfyllnad, det vill säga samma utrymme mellan alla fröna. Detta ger en optimal packning av fröna.

## Odling

### Odlingshistorik
Indianerna i Nordamerika odlade solros vid 1000-talet f.Kr. Arten introducerades i Europa år 1568, sedan spanjorerna fört med sig den storblommande växten hem från sina resor.
I slutet av 1700-talet spreds solrosen till kejsardömet Ryssland, där den snabbt blev populär. En orsak anses vara att den kunde konsumeras på de helgdagar då den ortodoxa kyrkan förbjudit konsumtion av fet mat; solrosen fanns dock inte på förbudslistan och var därför tillåten.
Odling av solrosor har förekommit i Norden sedan mitten av 1600-talet, då som prydnadsväxt. I inledningen av 1800-talet började den även odlas som oljeväxt i Danmark. I Sverige sker odlingen främst för produktion av djurfoder.

### Produktion
Internationellt finns den största odlingen av solrosor i östligaste Europa, medan ursprungslandet USA:s odling är betydligt mindre. De största producenterna 2020 av solrosfrön/solroskärnor var Ryssland och Ukraina, med Rysslands produktion 2023/2024 större än det grannland som det samtidigt för krig emot. De tio största producentländerna 2013 var följande:
1. Ukraina – 11,05 miljoner ton
2. Ryska federationen – 10,3
3. Argentina – 3,1
4. Folkrepubliken Kina – 2,42
5. Rumänien – 2,2
6. Bulgarien – 1,93
7. Frankrike – 1,58
8. Turkiet – 1,52
9. Ungern – 1,47
10. Tanzania – 1,08

De tio största producenterna av solrosolja är (beräkning från 2016):
1. Ukraina – 5,372 miljoner ton
2. Ryska federationen – 3,738
3. Europeiska unionen – 3,105
4. Argentina – 1,180
5. Turkiet – 0,589
6. Kina – 0,475
7. Sydafrika – 0,308
8. USA – 0,247
9. Bolivia – 0,151
10. Serbien – 0,149

Stor produktion av solrosolja sker även i Indien, Kazakstan, Myanmar och Pakistan.

## Användning

### Frön och kärnor
Solrosen har små, tillplattade, torra frukter, vilka sitter tätt samman på ovansidan av diskblomman. Frukterna i sitt svarta skal används som fågelfrö vid fågelmatning, då något oegentligt marknadsförda som solrosfrön. Solrosens frön, det vill säga de skalade frukterna, används för mänsklig konsumtion, bland annat blandade i müsli; då marknadsförs de ofta som solroskärnor.

### Olja och kakor
Solrosen odlas också för oljeproduktion. Ur fröna pressas en blekgul, tunnflytande, mild och fet olja, solrosolja, som torkar in om den befinner sig i kontakt med luften. Den har behaglig smak och lukt och är löslig i eter och etanol. Kemiskt sett består den av olein, palmitin, stearin och linolein (triglyceriderna av oljesyra, palmitinsyra, stearinsyra och linolsyra). Oljan, som främst är omättat, används kallpressad som matolja och varmpressad i fernissa- och tvålfabrikation. 
Det som återstår när oljan pressats ur fröna kallas solroskakor eller solrosfrökakor och används som foder till husdjur. De är vanligen mycket tjocka och hårda. Solrosfrökakor som kommer från skalade frön innehåller upp till 30 procent smältbart protein, 10 procent fett och 20 procent smältbara kolhydrater. Kakor som görs av oskalade frön har högre halt av kostfiber.

### Övrig användning
Växtens blad är ätliga och kan nyttjas som del i sallad. Outslagna blomknoppar kan kokas och konsumeras som mat, i likhet med den avlägsna botaniska släktingen kronärtskocka.
Blomman kan även användas som prydnadsblomma i trädgårdar och som snittblomma. Den torkade blomman och stjälken kan användas som bränsle vid eldning, alternativt myllas ner som jordförbättringsmedel.

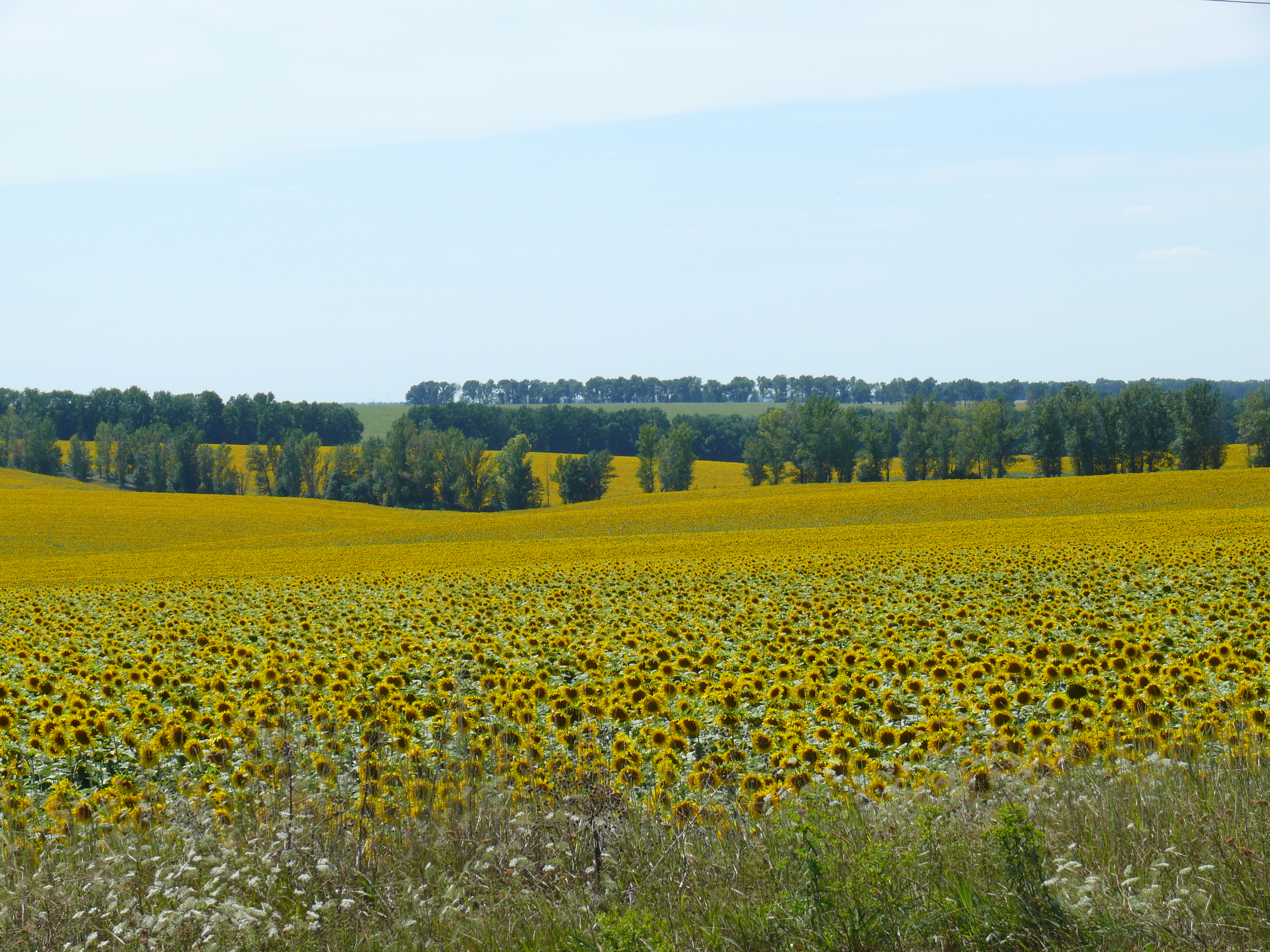
Ukraina är världens största producent av solrosfrön/solroskärnor.

## Solrosen i kulturen
Solrosen är en stor och anslående blomma, och den figurerar på många ställen i kulturen. Den syns på ett antal tavlor av Vincent van Gogh (se Solrosor) och Paul Gauguin (se Vincent van Gogh målar solrosor).
Växten/blomman är nationalblomma för Ukraina, som traditionellt varit största producent eller exportör av både solrosfrön och solrosolja. I den rollen har den även fungerat som fredssymbol, inklusive i samband med Ukrainas avvecklande av sitt kärnvapenprogram på 1960-talet och i protester mot Rysslands anfallskrig mot Ukraina.

## Bilder

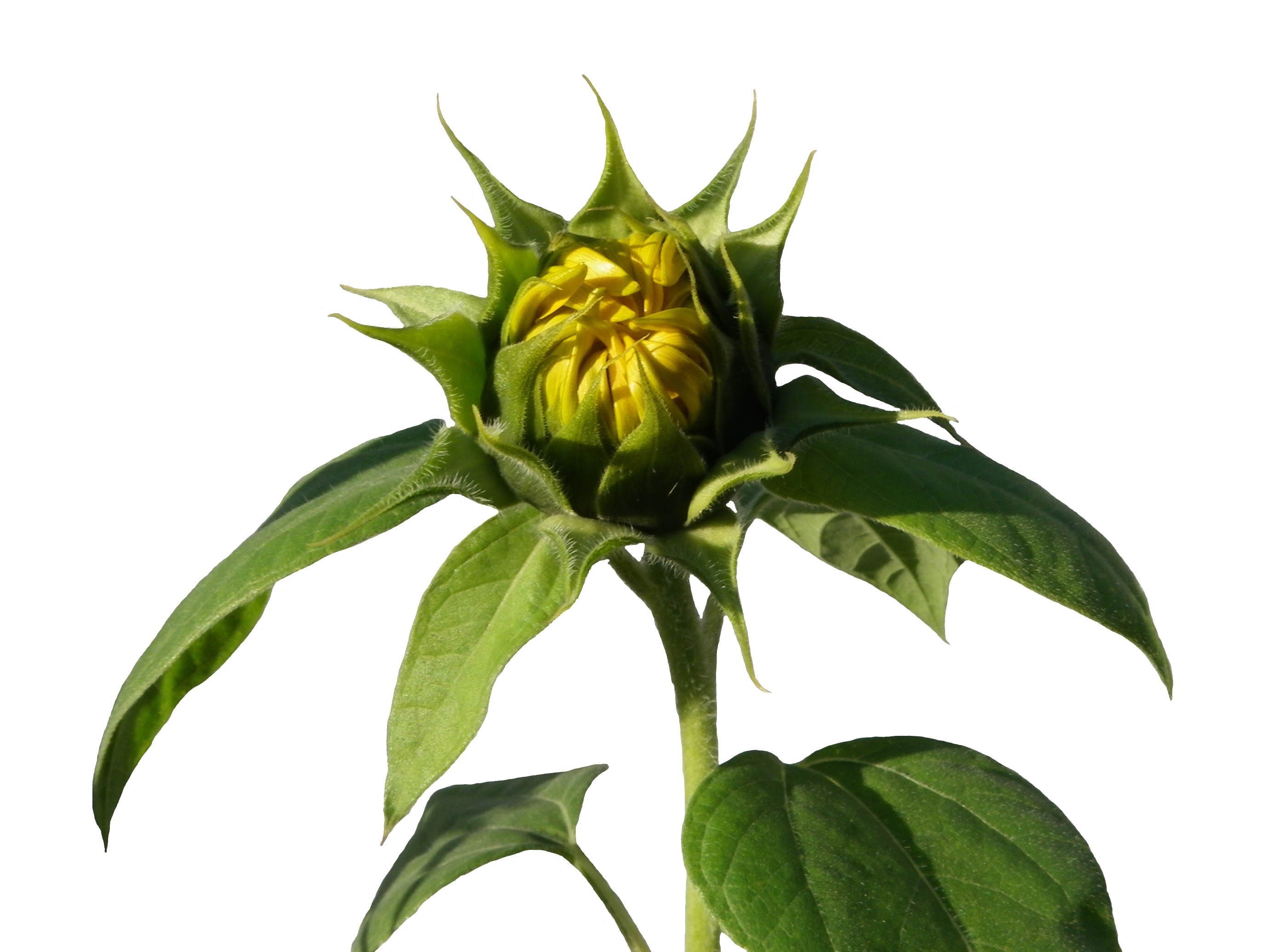
Blomknoppen på väg att spricka ut.
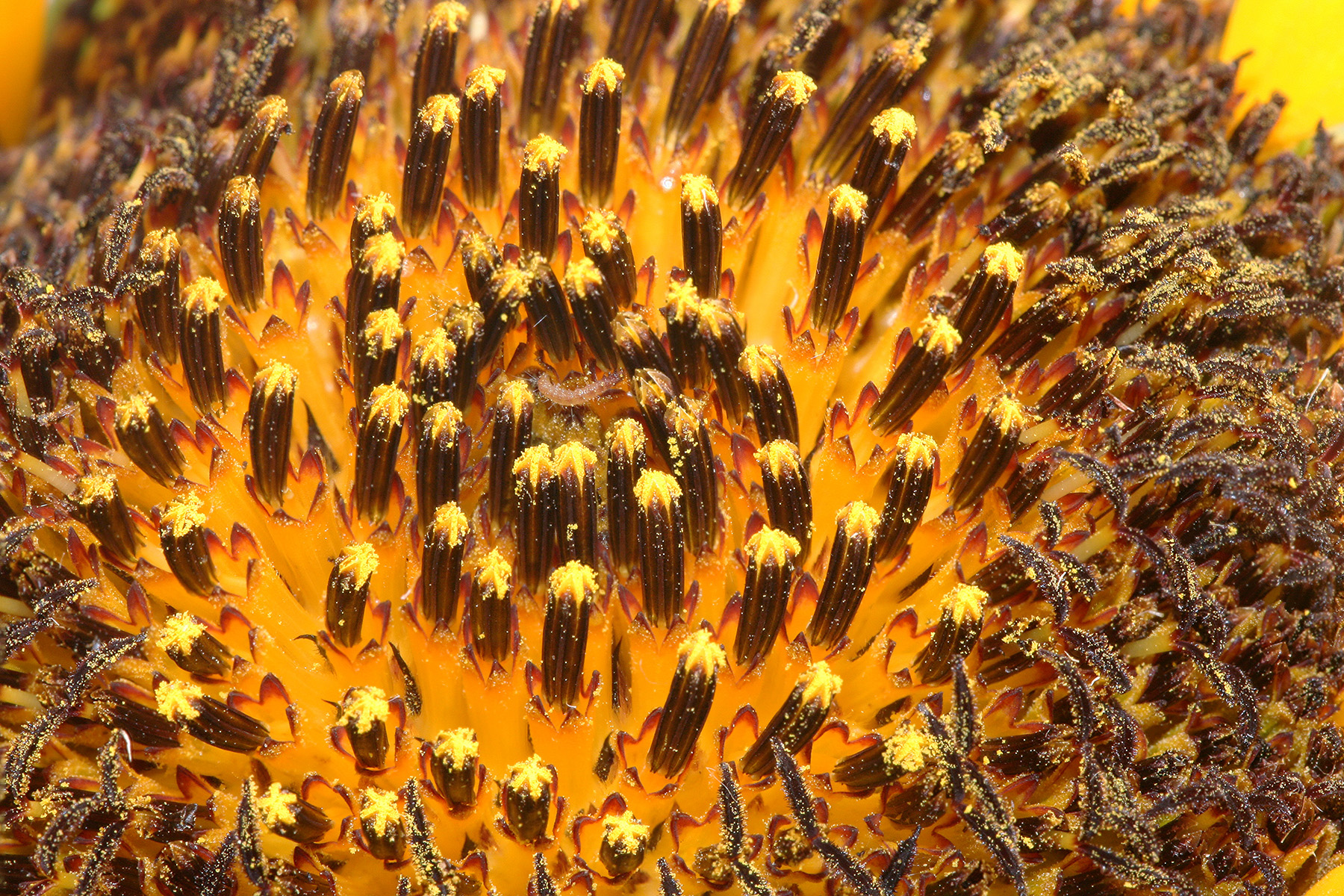
Blomkorgen i närbild.
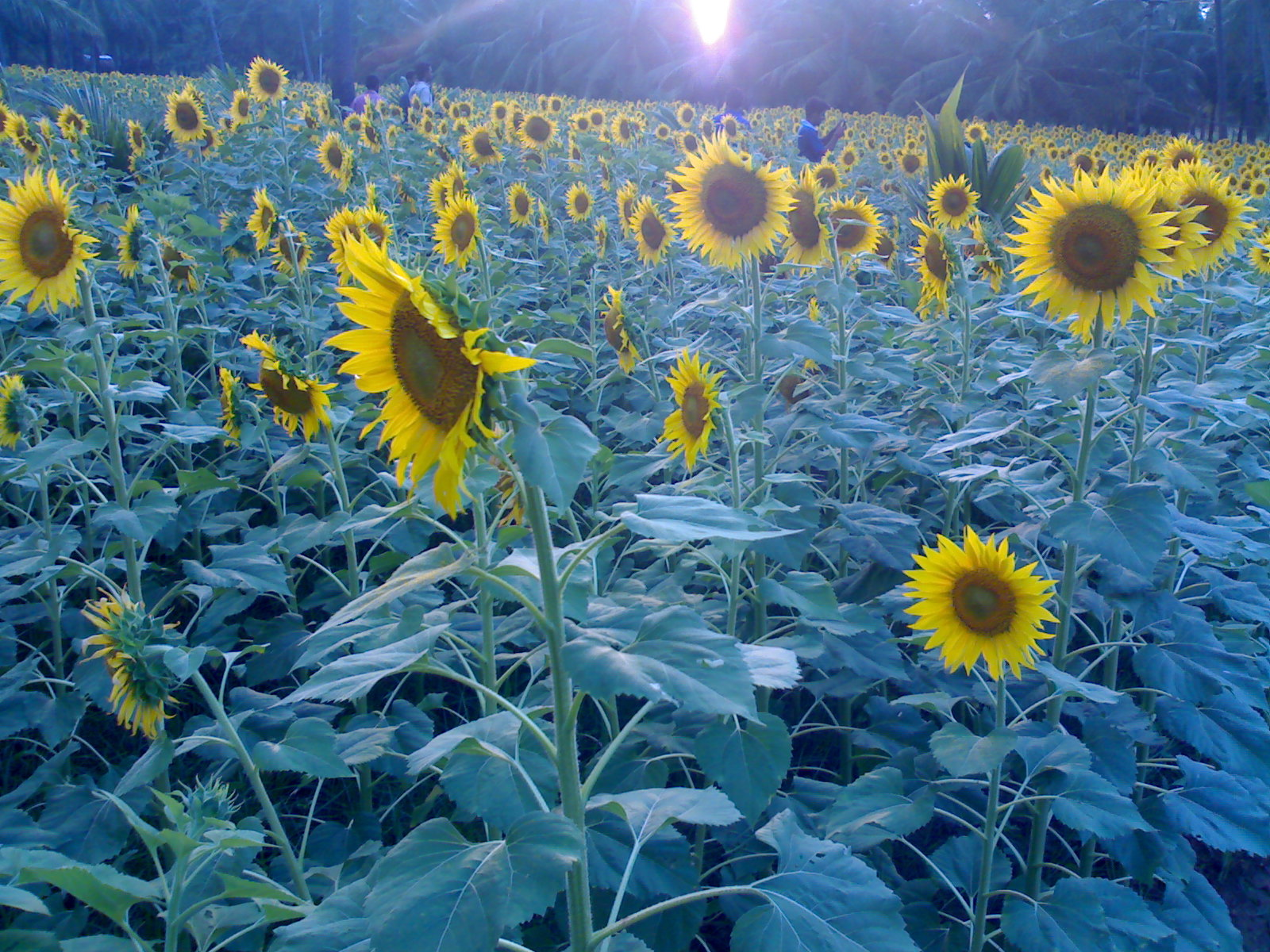
Fält i södra Indien (2009).
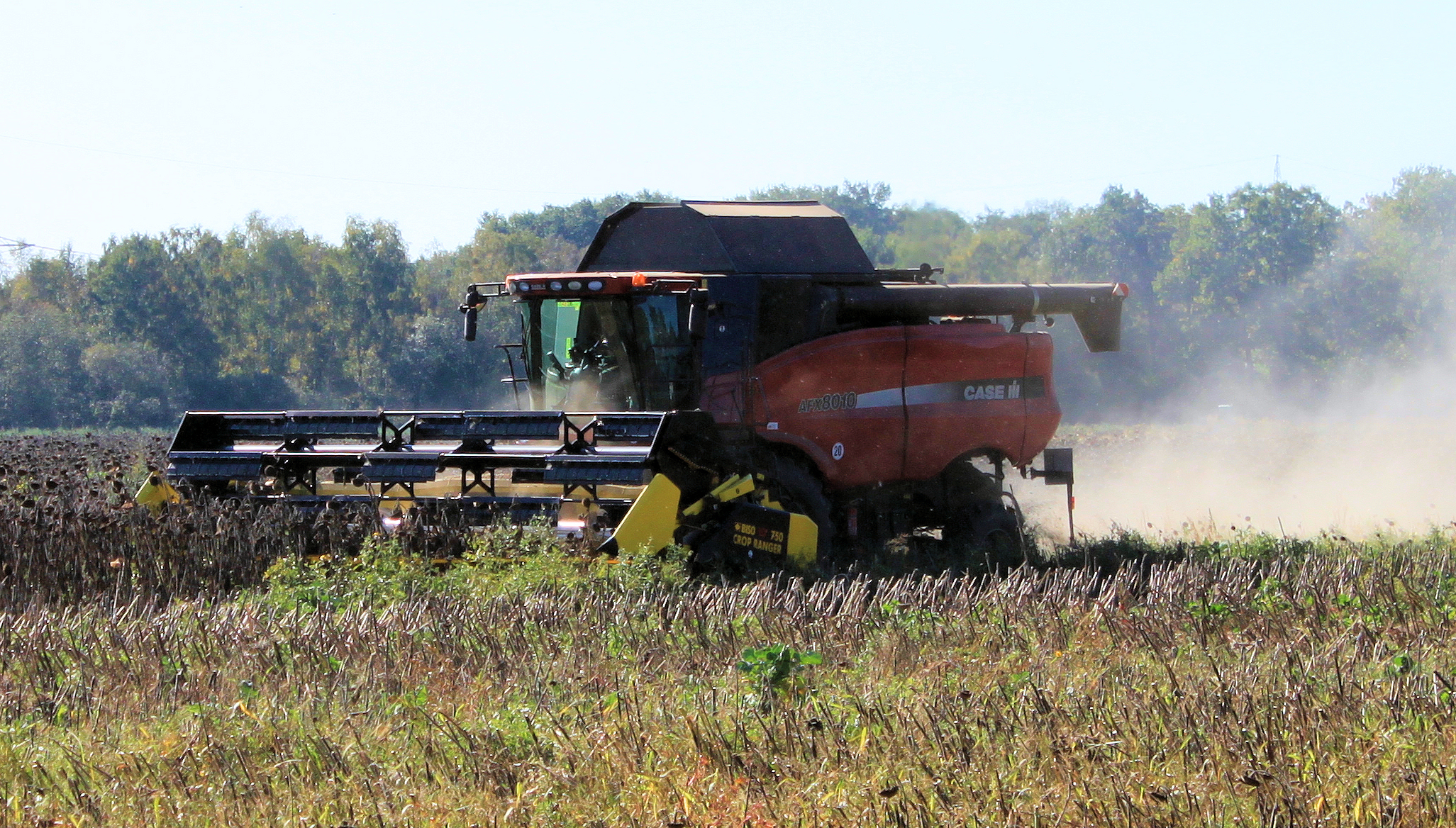
Skörd med skördetröska (2011).